# FABP4
FABP4 (англ. fatty acid binding protein 4), или aP2 (англ. adipocyte Protein 2) — внутриклеточный белок из семейства белков, связывающий жирные кислоты. Продукт гена человека FABP4. 

## Функции
Переносчик жирных кислот, который преимущественно экспрессирован на адипоцитах и макрофагах. Связывает длинноцепочечные жирные кислоты и ретиноевую кислоту и доставляет их к соответствующим рецепторам в ядре. 
На мышах было показано, что белок влияет на развитие дендритов у нейронов коры головного мозга. При увеличении его концентрации увеличивается количество дендритных шипиков, что приводит к изменению поведения и может быть связано с расстройствами аутистического спектра у людей дошкольного возраста.

## Клиническое значение
Блокировка белка генноинженерными или фармакологическими способами может приводить к терапевтическому лечению многих заболеваний, включая сердечно-сосудистые заболевания,, диабет, астму, ожирение, стеатоз печени и онкологические заболевания.